# Donsol
Donsol (Bayan ng Donsol) är en kommun i Filippinerna. Kommunen ligger på ön Luzon, och tillhör provinsen Sorsogon. Folkmängden uppgår till 49 711 invånare år 2015.

## Barangayer
Donsol är indelat i 51 barangayer.
| - Alin - Awai - Banban - Bandi - Banuang Gurang - Baras - Bayawas - Bororan Barangay 1 (Pob.) - Cabugao - Central Barangay 2 (Pob.) - Cristo - Dancalan - De Vera - Gimagaan - Girawan - Gogon - Gura | - Juan Adre - Lourdes - Mabini - Malapoc - Malinao - Market Site Barangay 3 (Pob.) - New Maguisa - Ogod (Crossing) - Old Maguisa - Orange - Pangpang - Parina - Pawala - Pinamanaan - Poso Pob. (Barangay 5) - Punta Waling-Waling Pob. - Rawis | - San Antonio - San Isidro - San Jose - San Rafael - San Ramon - San Vicente - Santa Cruz - Sevilla - Sibago - Suguian - Tagbac - Tinanogan - Tongdol - Tres Marias - Tuba - Tupas - Vinisitahan |